# Boca de la Mina
La Boca de la Mina és una construcció de pedra situada al capdamunt del Passeig de la Boca de la Mina conegut popularment com Passeig de la Boca de la Mina a Reus, a un nivell inferior al del terreny circumdant al qual s'hi accedeix per unes escales de pedra, i que serveix per a donar sortida a l'aigua de la Mina del Molí o de Monterols. Està protegida com a bé cultural d'interès local.
L'indret va ser urbanitzat a final de 1863, però no es va acabar fins al 1871, any que figura gravat en una pedra frontal. L'aigua passa a l'abast de la mà al llarg d'uns quants metres de rec descobert. Hi trobem diferenciades dues parts en el conjunt: al fons, una obertura ampla amb una reixa de ferro on figura la data de 1922, que neix de pilars amb arestes remarcades, impostes, un arc de carpanell de tres punts i motllures. Hi ha un escut amb la rosa de Reus i una cornisa dentada. L'espai està vorejat de pedrissos.

## Història
La Boca de la Mina comença el 10 d'abril de 1607, quan la comtessa de Prades (i duquessa de Cardona) donà a la vila de Reus la possessió de les aigües provinents de la riera Maspujols. A partir de 1919 hi arriba també aigua del Pantà de Riudecanyes. Des de la construcció i fins a mitjan segle xx era costum entre els reusencs, especialment si anaven amb nens, passejar fins a la Boca de la Mina on hi havia una senyora que regentava una parada d'anissos i tenia gots per a beure l'aigua.